# Stazione di Clusone
Stazione di Clusone 1967-ben bezárt vasútállomás Olaszországban, Lombardia régióban, Clusone településen.

## Vasútvonalak
Az állomást az alábbi vasútvonalak érintették:
- della Valle Seriana-vasútvonal

## Kapcsolódó állomások
A vasútállomáshoz az alábbi állomások vannak a legközelebb:
- Ponte Selva railway halt (Stazione di Bergamo FVS)